# Språkdokumentation
Språkdokumentation är insamlandet och arkiverandet av olika typer av språklig data med målet att skapa en omfattande eller representativ uppteckning av ett visst språk. Eftersom omkring 50 % av världens språk uppskattas dö ut under nuvarande århundrade ligger fokus på språkdokumentation ofta på utrotningshotade språk. Språkdokumentation är även viktigt för språkrevitalisering så att de som önskar revitalisera sitt språk har tillräckligt med material för att kunna lära sig språket när inga modersmålstalare finns kvar.